# Equip de protecció individual
Els Equips de Protecció Individual (EPI) són tota mena d'equip (vestits de protecció, cascs, ulleres o altres peces o equipaments dissenyats per a aquest fi) destinat a ser vestit o portat pels treballadors i que els protegeixi d'un o més riscs, com ara lesions o infeccions, que podrien comprometre'n la seguretat o la salut laboral. Els EPI han de protegir qui en porti d'elements que poden ser perillosos per a ell: partícules o objectes físics, electricitat, calor, productes químics, agents biològics i aerosols atmosfèrics.

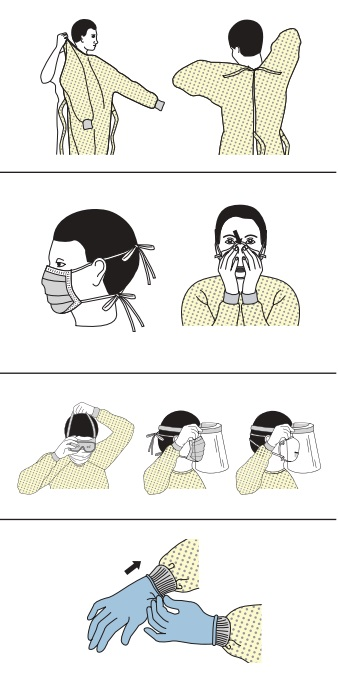
Quatre passos per a posar-se un equip de protecció individual per a protegir-se d'agents infecciosos transmissibles per l'aire (virus de la grip, SARS-CoV-2…) i per contacte físic. Amb quatre elements: bata, màscara, protector ocular i guants.

A més de la protecció individual, una altra tasca dels EPI és la protecció col·lectiva, és a dir, que protegeixen els treballadors en conjunt i les instal·lacions.
S'empren equips de protecció individual per a minvar l'exposició del personal a perills, potencials o reals, quan els controls d'enginyeria i controls administratius no foren factibles o prou efectius per a reduir aquests perills a un nivell de risc acceptable.

## Normativa legal a Espanya
El Reial Decret 773/1997, de 30 de maig, sobre disposicions mínimes de seguretat i salut relatives a la utilització pels treballadors d'equips de protecció individual, n'exclou els equips següents:
- els vestits de treball i uniformes que no estiguin específicament destinats a protegir la seguretat o la salut
- els del personal dels serveis de socors i salvament
- els dels militars, policies i altres serveis de manteniment de l'ordre
- els del personal dels mitjans de transport per carretera
- el material d'esport
- el material d'autodefensa o dissuasió
- els aparells portàtils per a detectat i senyalitzar els riscos i els factors de molèstia.

A l'interior de la Unió Europea, tot EPI ha de complir la normativa comunitària del 21 de desembre de 1989 (89/686/CEE), tranposada al dret espanyol pel Reial Decret 1407/1992.

## Norma general d'ús
Els equips de protecció individual s'han de fer servir quan hi ha riscs que no es poden evitar o que no es poden limitar prou amb mitjans tècnics de protecció col·lectiva ni mitjançant mesures, mètodes o procediments d'organització de la feina.